# Sassafras albidum
Sassafras albidum là loài thực vật có hoa trong họ Nguyệt quế. Loài này được Thomas Nuttall miêu tả khoa học đầu tiên năm 1818 dưới danh pháp  Laurus albida. Năm 1836 Christian Gottfried Daniel Nees von Esenbeck chuyển nó sang chi Sassafras được Jan Svatopluk Presl lập ra năm 1825. Các tên gọi phổ biến trong tiếng Anh của nó là sassafras, white sassafras, red sassafras hay silky sassafras.
Loài này là bản địa miền đông Bắc Mỹ, từ miền nam Ontario và miền nam Maine về phía tây tới Iowa và về phía nam tới miền trung Florida và miền đông Texas. Nó sinh sống trong các môi trường sống kiểu rừng lá sớm rụng ở miền đông, ở cao độ tới 1.500 mét (4.900 ft). Trước kia nó từng xuất hiện ở miền nam Wisconsin, nhưng hiện nay đã không còn được ghi nhận như là loài bản dịa của khu vực này.